# Комэнеч, Надя
Надя (Надия Елена) Комэне́ч, или Надя Команечи (рум. Nadia Elena Comăneci [ˈnadi.a koməˈnet͡ʃʲ] аудиоо файле; род. 12 ноября 1961 года, Онешти, Румыния) — румынская гимнастка, пятикратная олимпийская чемпионка, двукратная чемпионка мира, девятикратная чемпионка Европы.
Первая в гимнастике, кто получил от жюри оценку в 10 баллов на международных соревнованиях (Летние Олимпийские игры в Монреале, 1976). Самая титулованная, наряду с Элисабетой Липэ и Джорджетой Дамьян, спортсменка Румынии в истории Олимпиад. Почётный президент Национального олимпийского комитета Румынии и Румынской федерации гимнастики.

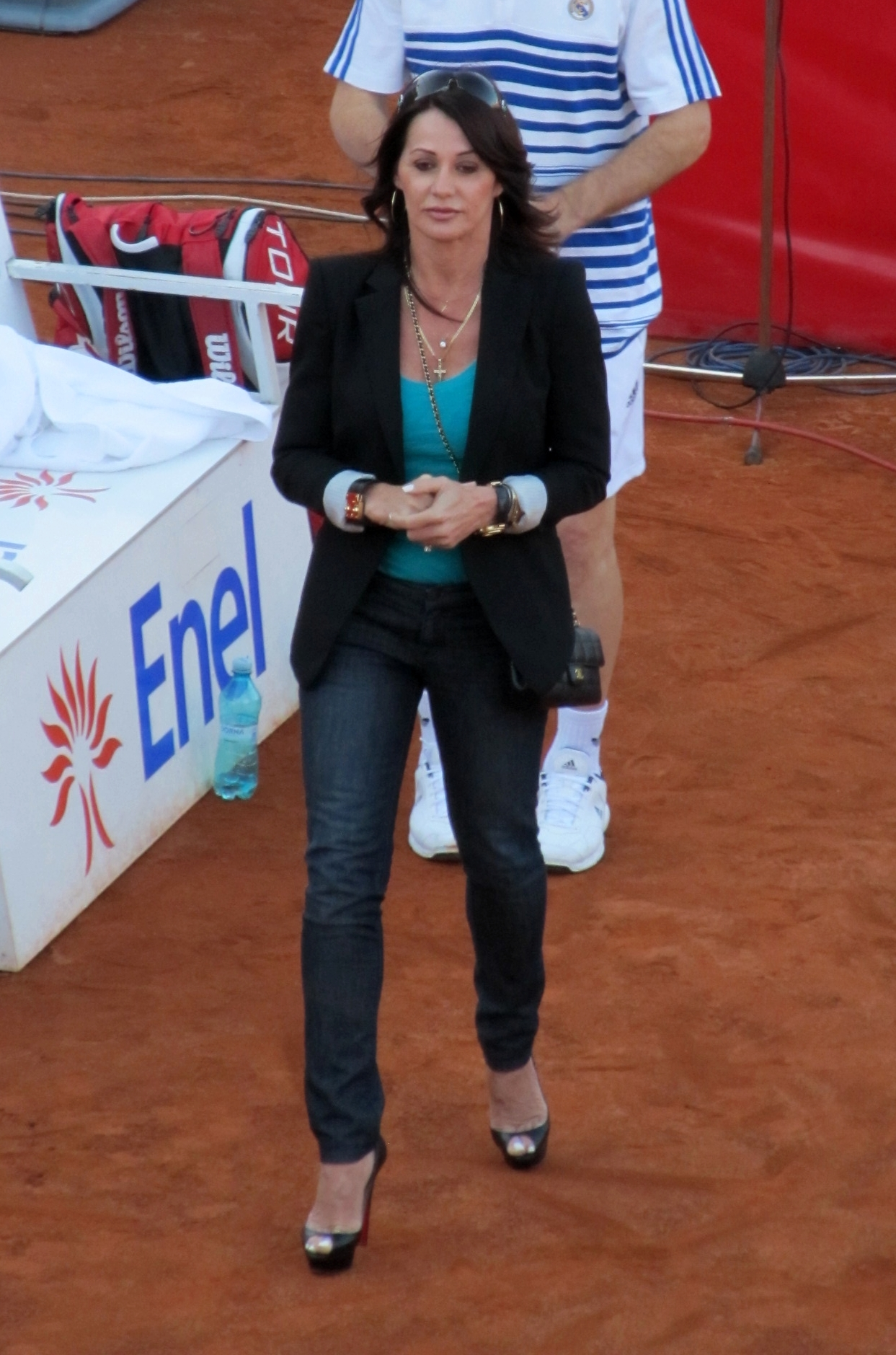
Надя Комэнеч, 2012 год

## Биография
Надя (Надия) Елена Комэнеч родилась 12 ноября 1961 года в городе Онешти (округ Бакэу, Румыния) в семье Георге (1936—2012) и Штефании Комэнеч; у неё есть младший брат Адриан. Родители развелись в 1970-х годах, после чего её отец переехал в Бухарест. В интервью 2011 года мать Нади Штефания сказала, что она записала свою дочь на уроки гимнастики просто потому, что она была настолько полна энергии и активности, что ею было трудно управлять.
Комэнеч начала заниматься гимнастикой в детском саду с местной командой под названием Flacăra («Пламя») с тренерами Дунканом и Мунтяну. С шести лет её тренерами были супруги Бела и Марта Каройи (Károlyi). В отличие от многих других учеников школы Каройи, Комэнеч могла ездить на тренировки из дома, так как жила поблизости.
В 1970 году она начала выступать за команды своего родного города и стала самой молодой гимнасткой, когда-либо выигравшей чемпионат Румынии.
В 1976 году во время Кубка Америки 14-летняя Комэнеч впервые встретилась с американским гимнастом Бартом Коннером, которому тогда исполнилось 18 лет. Они оба выиграли серебряный кубок и были сфотографированы вместе. Через несколько месяцев они участвовали в Летних Олимпийских играх 1976 года, в которых доминировала Комэнеч, а Коннер был не особо популярен. Позднее Коннер заявил: «Никто не знал меня, и [Комэнеч], конечно, не обратила на меня внимания».

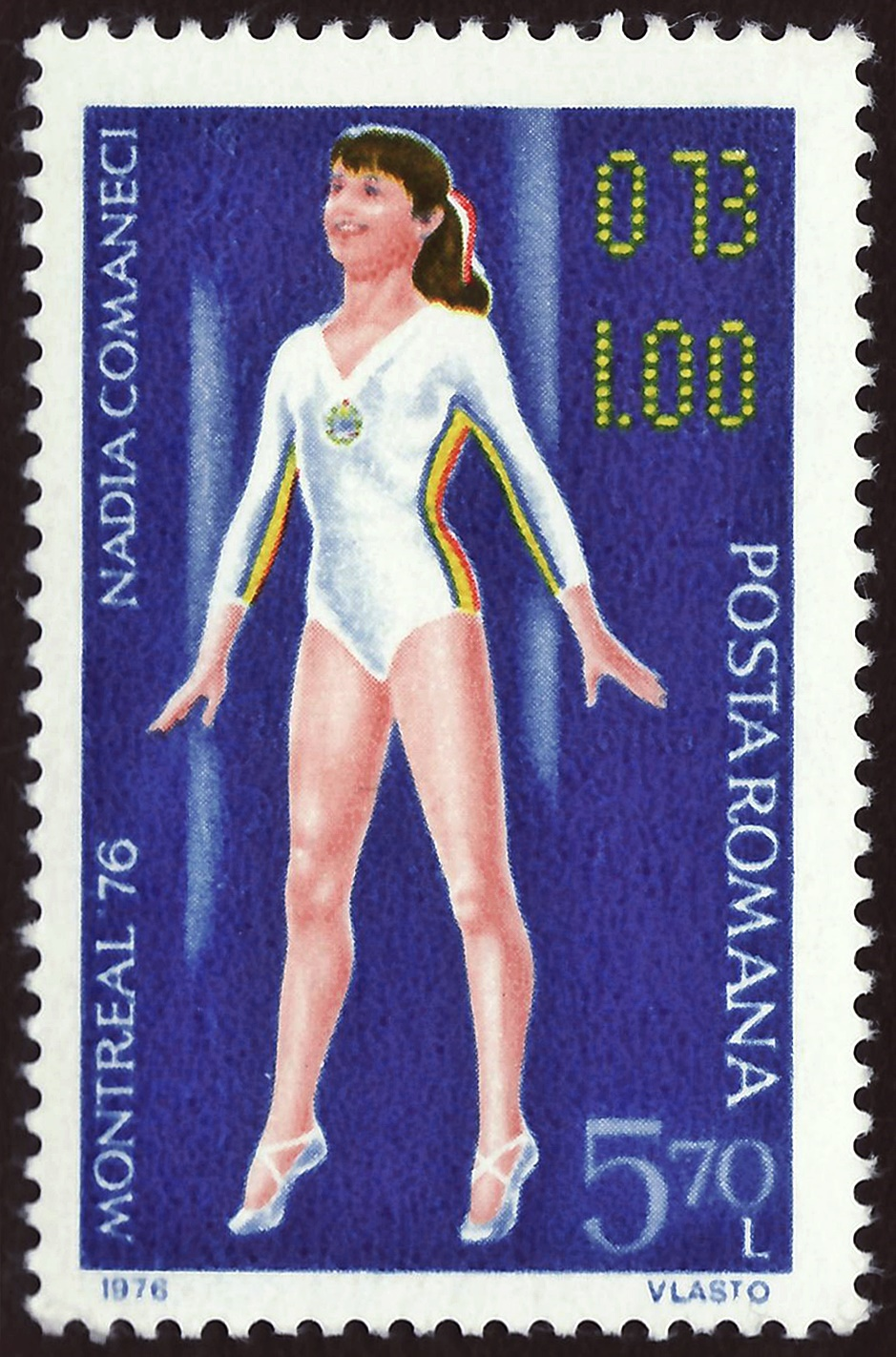
Надя Комэнеч выступает в Монреале. Марка Румынии, 1976 год

В 1976 году после Олимпийских Игр в Монреале Комэнеч была признана компанией BBC «Зарубежным спортсменом года» в 1976 году и «Спортсменкой года» компанией Ассошиэйтед Пресс (1976 г.). Вернувшись домой в Румынию, Комэнеч была награждена Золотой медалью Серпа и Молота, и получила звание Героя Социалистического Труда. Она была самой молодой румынкой, получившей такое признание при администрации Николае Чаушеску.
Надя ушла из гимнастики в 1981 году после участия в Универсиаде, где выиграла 5 золотых медалей. В том же году она отправилась в тур по США, во время которого её тренер Бела Каройи и его жена Марта совершили побег. Каройи предлагал Наде присоединиться к ним, но она ответила отказом. Правительство Румынии опасалось, что рано или поздно Комэнеч также совершит побег, и Надя лишилась возможности покидать страну.
Поступила в Институт физкультуры в Бухаресте. Получила спортивное образование, которое дало ей квалификацию тренера по спортивной гимнастике.
Единственным исключением стала поездка на Олимпийские игры 1984 года в США: Надя отправилась туда в качестве наблюдателя. В своих мемуарах она писала, что многие полагали, будто Румыния стала единственной из стран соцлагеря, принявшей участие в Олимпиаде 1984 года, поскольку получила от США обещание не принимать перебежчиков. За Команечи всё время внимательно следили, контактировать со своим бывшим тренером Белой Каройи ей запрещалось.
В ноябре 1989 года, незадолго до революции в Румынии, вместе с группой других молодых людей Надя бежала из Румынии в США через Венгрию и Австрию, затем эмигрировала в Канаду. Первое время Надя работала в Монреале, потом по предложению своего будущего мужа перебралась в Оклахому. Позднее она посетила Румынию, впервые со времени падения режима Чаушеску, где в 1996 году сочеталась браком с двукратным олимпийским чемпионом по гимнастике, американцем Бартом Коннером. Надя получила американское гражданство в 2001 году и сохранила румынское.
В 2003 году издала автобиографию. В 2006 году у Комэнеч и Коннера родился сын Дилан Павел Коннер.
Сегодня Надя вместе с мужем владеет и управляет академией гимнастики «Bart Conner Gymnastics Academy» в Нормане и несколькими спортивными магазинами, активно занимается благотворительностью. Издаёт журнал о спортивной гимнастике, руководит Обществом ораторского искусства.
Надя Комэнеч — одна из двух людей, кто был дважды удостоен Олимпийского ордена МОК в 1984, став самым молодым кавалером этой награды, и в 2004 годах.
1 августа 2024 года открывала на Олимпиаде в Париже финальные соревнования по гимнастике в личном первенстве среди женщин.

## Спортивная карьера
В 1975 году в возрасте 13 лет Комэнеч выступила на чемпионате Европы в Шиене (Норвегия) и впервые выиграла абсолютное первенство, упражнения на брусьях, на бревне и в опорном прыжке. На этом турнире она удивила специалистов сложнейшими элементами программы.
В 1976 году на Олимпийских играх в Монреале Комэнеч стала победительницей в абсолютном первенстве, в упражнениях на бревне и на брусьях. Прекрасно выступив на разновысоких брусьях, она стала первой гимнасткой, получившей на международных соревнованиях высший балл «10,0». В то время считалось, что в гимнастике невозможно получить идеальную десятку, поэтому табло производства фирмы Omega не смогло отобразить этот результат и набранные 10 баллов выглядели как «1,00».. Поначалу ни публика, ни спортсмены не поняли, что произошло, и по залу прокатился ропот. Сама Надя после выступлений никогда не смотрела на табло — о том, что она, наверное, получила «десять», ей сказали партнёры по команде. Спортсменка была уверена только в том, что судьи никак не могли ей поставить «единицу». За оставшуюся часть монреальских Игр Комэнеч заработала ещё шесть «десяток». Вслед за ней также впервые в истории две «десятки» получила советская гимнастка Нелли Ким (за вольные упражнения и опорный прыжок). В командном первенстве Комэнеч была награждена серебряной медалью, а за вольные упражнения — бронзовой медалью.
О том, что она первая гимнастка, получившая на соревнованиях 10 баллов, Надя узнала только вернувшись домой, в Румынию. На Западе за это достижение она была прозвана Ten Girl («Девочка десятки»).
В 1976 году стала победительницей в абсолютном первенстве Кубка Америки, проходившего в «Мэдисон-сквер-гарден» на Манхэттене. Она получила редкие 10 баллов за упражнения в вольных упражнениях многоборья.
Комэнеч стала первой румынской гимнасткой, выигравшей олимпийский титул в многоборье. Она также является самой молодой олимпийской чемпионкой по спортивной гимнастике в истории, так как Олимпийский комитет пересмотрел свои возрастные требования. Теперь гимнастам должно исполниться 16 лет в году проведения Олимпийских игр, чтобы им разрешили участвовать на соревнованиях во время Игр. Когда Комэнеч соревновались в 1976 году, гимнастам должно было быть 14 лет к первому дню соревнований. Из-за этого в настоящее время невозможно побить этот рекорд.

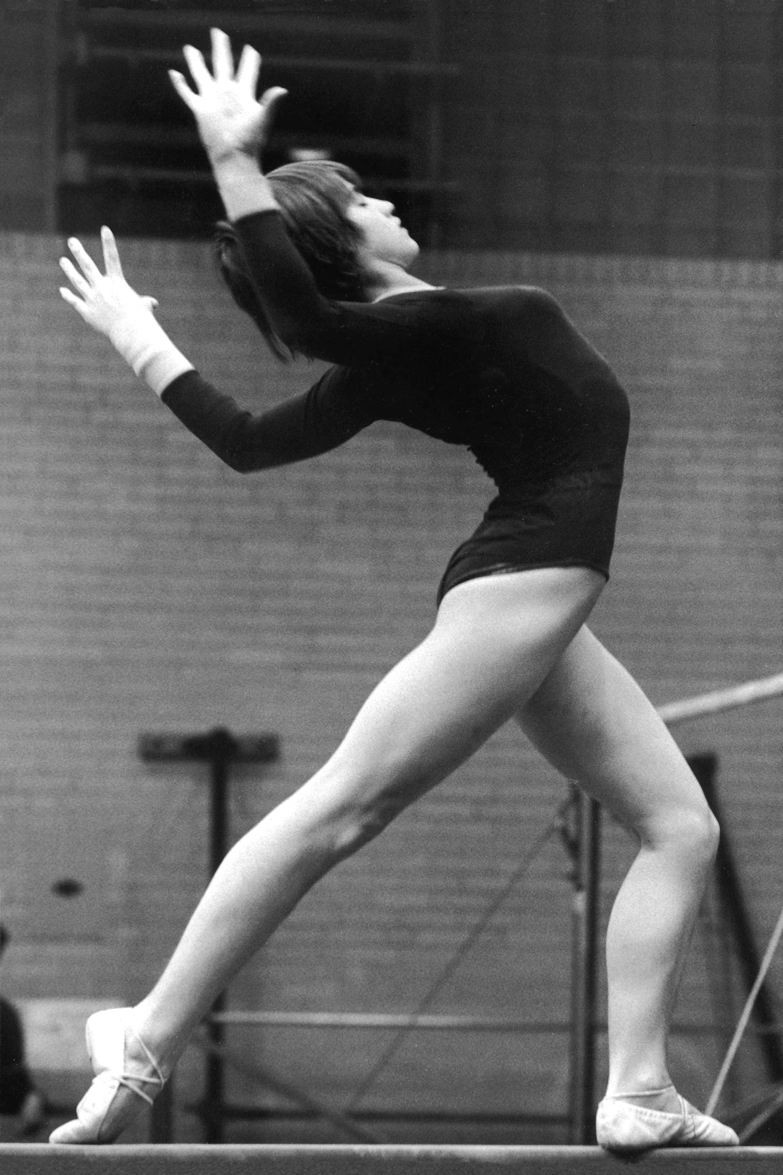
Надя Комэнеч, 1977 год

Комэнеч успешно защитила свой титул чемпионки Европы по многоборью в 1977 году, но когда возникли вопросы о победе в соревнованиях, Чаушеску приказал румынским гимнасткам вернуться домой. Команда выполнила приказ на фоне противоречий и вышла из соревнования во время финала.
После чемпионата Европы 1977 года Румынская федерация гимнастики уволила тренеров Каройи, а 23 августа отправила Комэнеч в Бухарест для тренировки в спортивном комплексе. Изменения отрицательно сказались на карьере Комэнеч. Её навыки гимнастки ухудшились, и она была несчастна до такой степени, что потеряла желание жить. В возрасте 16 лет, Комэнеч участвовала в чемпионате мира 1978 года в Страсбурге, «на 17 см выше и на девять с половиной тяжелее», чем она была на Олимпийских играх 1976 года. Падение с разновысоких брусьев привело к финишу на четвёртом месте в многоборье после советских спортсменок Елены Мухиной, Нелли Ким и Натальи Шапошниковой. Комэнеч действительно выиграла титул чемпионки мира на бревне и серебро в опорном прыжке.
После чемпионата мира 1978 года Комэнеч было разрешено вернуться в Дева и к Каройи. В 1979 году Комэнеч выиграла свой третий чемпионат Европы в многоборье, став первой гимнасткой (среди мужчин и женщин), которая достигла этого результата. На чемпионате мира в Форт-Уэрте в декабре того же года Комэнеч возглавила турнир после обязательного соревнования, но была госпитализирована перед дополнительной частью командного соревнования из-за заражения крови, вызванного порезом её запястья металлической застёжкой. Вопреки указаниям врачей, она покинула больницу и соревновалась на бревне, где она набрала 9,95. Её выступление помогло завоевать румынской сборной первую командную золотую медаль. После своего выступления Комэнеч провела несколько дней выздоравливая в Госпитале всех Святых (All Saints Hospital), и перенесла небольшую хирургическую процедуру на заражённой руке, у которой развился абсцесс.
Стала чемпионкой мира в 1978 году за выступления на бревне и в 1979 году за командное первенство. Становилась чемпионкой Европы девять раз с 1975 по 1979 года. Трёхкратная абсолютной чемпионка Европы в 1975, 1977 и 1979 годах.
На Олимпийских играх в Москве (1980) завоевала 2 золотые медали за вольные упражнения и упражнения на бревне. В командном первенстве и многоборье стала серебряным призёром.

## В кино
- Снялась в камео в 3-м сезоне телесериала «Гимнастки» (2012).

## Признание

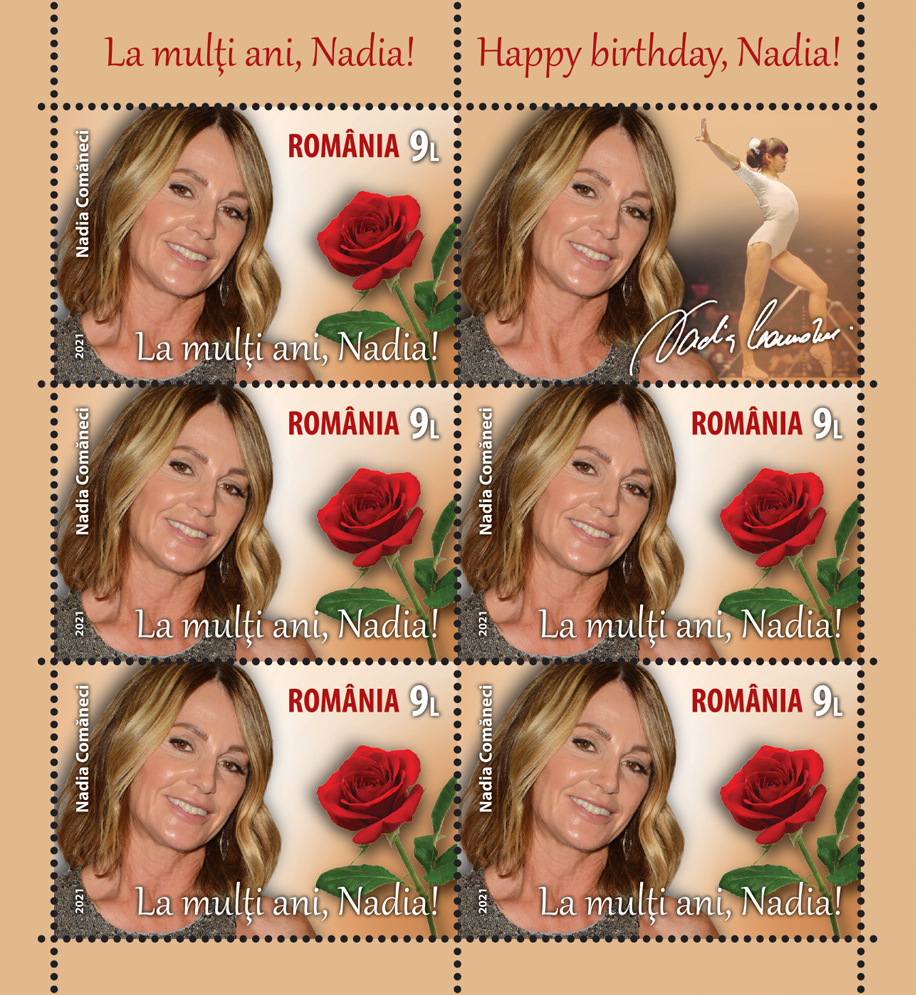
Малый лист Румынии 2021 года ко дню рождения Нади Комэнеч с её портретами и автографом на купоне

31 октября 1976 года почта Монголии выпустила серию почтовых марок (№ 1018—1024 + почтовый блок № С1025). На марке № 1019 номиналом 20 мунгу изображена Надя Комэнеч.
23 ноября 1994 года удостоена звания почётного гражданина Бухареста.
В 2000 году награждена командорским крестом ордена Звезды Румынии. В 2004 году удостоена ордена «За спортивные заслуги» I степени. В 2021 году стала великим офицером ордена Звезды Румынии.
В 2006 году в Румынии был проведён опрос «100 величайших румын», и Комэнеч заняла в нём 10-е место — высшее среди живущих людей, высшее среди женщин и высшее среди спортсменов.